# Endoxocrinus
Endoxocrinus is een geslacht van zeelelies uit de familie Isselicrinidae.

## Soorten
- Endoxocrinus alternicirrus (Carpenter, 1882)
- Endoxocrinus maclearanus (Thomson, 1872)
- Endoxocrinus sibogae Döderlein, 1907
- Endoxocrinus wyvillethomsoni (Jeffreys, 1870)
- Endoxocrinus parrae (Gervais, 1835)